# ایگویتز ماگدالنو
خودگیتز ماگدالنو (انگلیسی: Egoitz Magdaleno؛ زادهٔ ۴ آوریل ۱۹۹۱) بازیکن فوتبال اهل اسپانیا است.
از باشگاه‌هایی که در آن بازی کرده‌است می‌توان به باشگاه فوتبال اتلتیک بیلبائو بی اشاره کرد.